# Thabit
Thabit, Ypsilon Orionis eller 36 Orionis, är en misstänkt pulserande variabel av Beta Cephei-typ i stjärnbilden Orion. Stjärnan har magnitud +4,62 med variationer av okänd amplitud och period.